# Parafia Świętego Krzyża w Dębnicy
Parafia Świętego Krzyża w Dębnicy – parafia rzymskokatolicka, znajdująca się w diecezji pelplińskiej, w dekanacie Człuchów.